# Ute Fiedler
Ute Fiedler (* 1961 in Ratingen) ist eine deutsche Theaterschauspielerin und Dramaturgin.

## Leben
Fiedler wuchs in Heiligenhaus bei Düsseldorf auf. Nach dem Abitur begann sie ein Studium der Theaterwissenschaft und Kunstgeschichte in München, wechselte dann aber zur Ausbildung als Schauspielerin 1982 an die Otto-Falckenberg-Schule in München, die sie 1985 erfolgreich abschloss.
Ihr Debüt gab sie an den Münchener Kammerspielen. Dort arbeitete sie bspw. mit den Regisseuren Thomas Langhoff und Alexander Lang. Danach ging sie an die Städtischen Bühnen in Dortmund, ans Ulmer und ans Freiburger Theater. 1991 erhält sie den Förderpreis des Landes Nordrhein-Westfalen für junge Künstlerinnen und Künstler.
Seit 1997 wirkte sie gastierend in Zürich, Basel, Bern, Potsdam und Bonn, in Bonn auch als Gastdramaturgin für das Stück Drei Mal Leben.
Von 2003 bis 2006 war sie im Verband des Nationaltheaters Mannheim engagiert, bspw. als „Daja“ in Nathan der Weise, „Louise“ in Spass Beiseite, „Minna“ in Minna von Barnhelm, „Emilia“ in Othello, „Gertrud Stauffacher“ in Wilhelm Tell, „Frau Anton“ in Maria Magdalene und als „Kiki“ in Auf der Greifswalder Straße.
Seit 2007 ist im Verband des Theaters Augsburg. Dort spielte sie „Iokaste“ in König Ödipus, „Véronique“ in Der Gott des Gemetzels, „Königin Elisabeth“ in Maria Stuart, in der Titelrolle von Euripides’ Helena, „Ljubow Andrejewna Ranewskaja“ in Anton Tschechows Der Kirschgarten und „Marthe Rull“ in Der zerbrochne Krug, Afra/Theres in Der Brandner Kaspar und das ewig’ Leben, Witwe Shin in Der gute Mensch von Sezuan, „Königin Gertrud“ in Hamlet, Prinz von Dänemark sowie „Big Mama“ in Tennessee Williams Die Katze auf dem heißen Blechdach (Regie: Matthias Fontheim).

## Auftritte (Auswahl)
- 2015: Die heilige Johanna der Schlachthöfe
- 2015: Der ideale Mann
- 2016: Endstation Sehnsucht
- 2018: Der Untergang des Egoisten Johann Fatzer
- Amphitrion (als Alkmene)
- Don Karlos (als Eboli)
- Drei Schwestern (als Natascha)
- Fräulein Julie (als Julie)
- Iphigenie auf Tauris (als Iphigenie)
- Kabale und Liebe (Lady Milford)
- Kaufmann von Venedig (als Porzia)
- Maria Stuart (als Maria)
- Othello (als Desdemona)
- Stella (als Stella)
- Wie es Euch gefällt (Rosalinde)